# Lý Xuân Ái
Lý Xuân Ái (tiếng Anh: Li Chun Ai; tiếng Trung: 李春嫒; sinh ngày 2 tháng 1 năm 1990) là nữ diễn viên, ca sĩ, người mẫu chuyên nghiệp người Trung Quốc. Cô có tên thật là Lý Minh Châu.

## Sự nghiệp
Lý Xuân Ái tốt nghiệp tại Học viện Điện ảnh Bắc Kinh. Năm 2009, cô bắt đầu sự nghiệp diễn xuất với vai diễn La La trong bộ phim điện ảnh Trung Quốc "Beauty Is Not Bad - 美女不坏". Năm 2018, Xuân Ái được nhiều người biết đến khi tham gia bộ phim truyền hình cổ trang ăn khách Diên Hi công lược với vai Thư Phi - Nạp Lan Thuần Tuyết.

## Phim

### Phim điện ảnh
| Năm  | Tên phim (*: Tạm dịch)  | Tên tiếng Trung | Vai diễn (*: Tạm dịch)   |
| ---- | ----------------------- | --------------- | ------------------------ |
| 2012 | *Gà Chiến               | 斗鸡儿          | *Ngải Nhi (艾儿)         |
| 2012 | *Trà                    | 茶子            | *Tiểu Vân (小云)         |
| 2015 | *Bậc Thầy Đóng Thế      | 抠门大师        | *Triệu Hàm (赵涵)        |
| 2015 | Siêu Nhân Bánh Rán      |                 |                          |
| 2016 | *Tình Yêu Dưới Ống Kính | 镜头下的爱情    | *Trương Xuân Tử (张椿梓) |
| 2017 | Đạp gió rẽ sóng         | 乘风破浪        | Tiểu Xuân (发廊妹)       |
| 2019 | *Phi Mã (Pegasus)       | 飞驰人生        | Bà chủ phòng thu         |

### Phim truyền hình
| Năm  | Tên phim (*: Tạm dịch)                                                                  | Vai diễn (*: Tạm dịch)                           |
| ---- | --------------------------------------------------------------------------------------- | ------------------------------------------------ |
| 2009 | *Sắc Đẹp Không Xấu Beauty Is Not Bad 美女不坏                                           | *Lạp Lạp 拉拉                                    |
| 2011 | *Tàu Đến Tàu 船来船往                                                                   | *Châu Linh 周玲                                  |
| 2011 | *Giờ Cao Điểm Peak Times 巔峰時代                                                       | *Thu Yến 秋燕                                    |
| 2015 | *Sự nghiệp cách mạng của Vương Đại Hoa Wang Dahua Revolutionary Career 王大花的革命生涯 | *Tôn Vân Hương 孙云香                            |
| 2015 | *Thiết Quyền Iron Fists 猜拳                                                            | *Hoa Nhi 花儿                                    |
| 2016 | Võ Thần Triệu Tử Long Chinese Hero Zhao Zi Long 武神趙子龍                              | *Triệu Thập Muội 赵拾妹                          |
| 2016 | *Vẻ đẹp khổ đau Distressed Beauty 卿本佳人                                              | *Xuân Hi 春喜                                    |
| 2017 | Sở Kiều truyện Princess Agents 楚乔传                                                   | *A La 阿萝                                       |
| 2018 | Phượng Tù Hoàng Untouchable Lovers 凤囚凰                                               | Huệ Phi - Phong Hồng Tụ 红袖                     |
| 2018 | *Hậu Duệ Của Loài Rồng Descendants Of The Dragon 龙探                                   | *Ngược Tâm 虐心                                  |
| 2018 | Diên Hi công lược Story of Yanxi Palace 延禧攻略                                        | Thư Phi - Nạp Lan Thuần Tuyết 納蘭•纯雪 纳兰淳雪 |
| 2019 | Hạo Lan truyện The Legend of Haolan 皓镧传                                              | Lý Tụ Ngọc 李岫玉                                |
| 2019 | Hãy Để Anh Hiểu Tiếng Nói Em Let Me Understand Your Language 让我听懂你的语言           | Y Đan 依单                                       |
| 2020 | Bên Tóc Mai Không Phải Hải Đường Hồng Winter Begonia 鬓边不是海棠红                     | Tiểu Lai 小来                                    |
| 2021 | *Hai Con Lừa Từ Quân đội 二毛驴从军记                                                   | *Tiền Nhị Nhị 钱蕊蕊                             |
| 2021 | Mặc Khách Hành The Magnificent Five 墨客行                                              | *Bạch Hồi Hồi 白莔莔                             |
| 2021 | Lật Kèo Game Changer 危机先生                                                           | *Hạ Mạt 夏茉                                     |

## Âm nhạc
| Năm  | Tên bài hát     | Tên tiếng Trung | Album                     |
| ---- | --------------- | --------------- | ------------------------- |
| 2016 | Tình Tự Quyết   | 情字诀          | Võ Thần Triệu Tử Long OST |
| 2018 | Cung Tường Liễu | 宫墙柳          | Diên Hi công lược OST     |